# Charles Edelstenne
Charles Edelstenne, né le 9 janvier 1938 à Paris, est un homme d'affaires et milliardaire français, ancien dirigeant du Groupe industriel Marcel Dassault, de Dassault Aviation et de Dassault Systèmes.
Selon Challenges, c'est la 40e fortune professionnelle de France en 2020 avec 2,45 milliards d'euros et, selon Forbes, la 26e fortune professionnelle de France en 2021.

## Biographie
Expert-comptable diplômé, il entre en 1962 comme chef des services financiers dans la société Avions Marcel Dassault-Bréguet Aviation. Secrétaire général en 1975, il en devient vice-président en 1986.
Il est nommé PDG en 2000, en remplacement de Serge Dassault, atteint par la limite d'âge.
Le 3 mai 2005, il est élu président du Groupement des industries françaises aéronautiques et spatiales (GIFAS). Il est remplacé à ce poste par Jean-Paul Herteman en juillet 2009.
Atteint par la limite d'âge des 75 ans, il est remplacé le 9 janvier 2013 par Éric Trappier comme président-directeur général de Dassault Aviation.
Il est membre du conseil d'administration de Carrefour à partir de 2008, et de Thales de 2009 à 2025.
À la suite de la mort de Serge Dassault, il revient chez Dassault en mai 2018 pour présider la holding familiale GIMD. Le 1er janvier 2025, Éric Trappier est nommé président-directeur général, en remplacement de Charles Edelstenne, qui est nommé président d'honneur.

## Accès au capital de Dassault Systèmes
En 1981, Charles Edelstenne participe à la création de Dassault Systèmes, une filiale de Dassault Aviation destinée à commercialiser le logiciel de conception assistée par ordinateur CATIA, initialement développé en interne. Lors de la constitution du capital, 80 % des parts sont attribuées à la famille Dassault, tandis que les 20 % restants sont répartis à parts égales entre Francis Bernard (ingénieur à l'origine de CATIA) et Charles Edelstenne, alors secrétaire général de Dassault Aviation.
Cette participation directe de 10 % dans le capital de Dassault Systèmes marque son implication stratégique dans la nouvelle entité. Au fil du temps, la part de Charles Edelstenne (souvent consolidée au sein de sa famille) reste significative, autour de 6 % du capital, ce qui fait de lui l’un des principaux actionnaires individuels de la société,.

## Mandats
- Administrateur de Dassault Aviation SA
- Administrateur de Carrefour SA
- Administrateur de  la Société anonyme belge de constructions aéronautiques (SABCA) en Belgique
- Chairman de Dassault Falcon Jet Corporation aux États-Unis
- Président d'honneur du GIFAS
- Gérant des sociétés civiles Arie et Arie 2
- Gérant des sociétés civiles Nili et Nili 2[11].

Anciens mandats
- Directeur général du groupe industriel Marcel Dassault SAS
- Président du conseil d'administration de Dassault Systèmes SA
- Président du GIFAS
- Président du Conseil des industries de défense françaises (CIDEF)
- Président de Dassault International Inc aux États-Unis
- Administrateur de Thales
- Administrateur de Thales Systèmes aéroportés SA
- Président de l'ASD au Luxembourg
- Administrateur de Dassault Réassurance au Luxembourg
- Administrateur de Sogitec Industries SA

## Distinctions
- Commandeur de la Légion d'honneur (2007) [12]
  - Chevalier (1991), Officier (2001)

- Officier de l'ordre national du Mérite (1998)[13]
  - Chevalier (1981)

- Médaille de l'Aéronautique